# Eyzahut
 Eyzahut ist eine französische Gemeinde mit 153 Einwohnern (Stand 1. Januar 2022) in der Region Auvergne-Rhône-Alpes im Département Drôme; sie gehört zum Kanton Dieulefit im Arrondissement Nyons. Die Bewohner nennen sich Eyzahutiennes.

## Geografie
Der Ort liegt auf einer mittleren Höhe von 500 Metern über dem Meeresspiegel im Süden des Départements Drôme, acht Kilometer nordwestlich von Dieulefit und 25 Kilometer östlich von Montélimar. Drei Flussläufe schneiden das Gemeindegebiet – der Ruisseau de Salettes, der Ruisseau de Rioussec und der Ruisseau de Ribesaille.
Die nächstgelegenen Orte zu Eyzahut sind La Bégude-de-Mazenc und Salettes.

## Geschichte
Die älteste urkundliche Erwähnung als Castrum de Eyzahuco stammt aus dem Jahr 1237. Der Ortsname ist eigentlich keltischen Ursprungs (Aysahûgs), 1340 wurde es als Aysahuco, 1442 als Esaü beurkundet. Im Mittelalter unterstand Eyzahut der Malteser-Kommende von Le Poët-Laval.
Das recht unzugänglich zwischen steilen Felsformationen gelegene Dorf und seine Umgebung war sowohl zu Zeiten der Hugenottenkriege wie auch im Zweiten Weltkrieg Rückzugsort für Widerständler bzw. die Résistance.

## Bevölkerungsentwicklung
| Jahr                       | 1831 | 1911 | 1962 | 1968 | 1975 | 1982 | 1990 | 1999 | 2007 | 2016 |
| Einwohner                  | 223  | 133  | 63   | 52   | 47   | 78   | 86   | 111  | 127  | 142  |
| Quellen: Cassini und INSEE |      |      |      |      |      |      |      |      |      |      |